# ジョージ・B・ダンカン
ジョージ・ベイリー・ダンカン（George Baillie Duncan, 1912年 - 1997年4月4日）は、聖公会、スコットランド国教会の牧師。英国ケズィック・コンベンションの講師を務めた。

## 経歴
1912年、インドで宣教師夫妻の息子として生まれスコットランドで育つ。エディンバラ大学神学部を卒業し、ワージングのブロードウォーター教会で副牧師を務め、その後カーライルのセント・ジェームズ教会、エディンバラのセント・トーマス英国監督派教会で牧師を務めた。スコットランドに戻ってからはトルーンのポートランド教会で6年間牧師を務め、その後グラスゴーのセント・ジョージ・トロン教会へと移った。この教会では1965年から77年まで牧師を務めた。牧師を引退してからはエディンバラ・バークレー教会の教会員として過ごした。
彼は1947年に初講演をして以来ケズィック・コンベンションの講師として有名だった。
1947年4月4日、ワイト島にある娘の自宅で亡くなった。

## 著作
日本語訳されているもののみ。
- 増田誉雄訳『日ごとの恵み』いのちのことば社、1981年
- 増田誉雄訳『嵐の中の勝利ーケズィックの一週間ー』いのちのことば社、1991年